# 富山灣
富山灣（日语：／ Toyama wan */?）是位于日本北陸地方東北部的海灣。為本州島日本海側的海灣，也是本州島日本海側最大的外洋性內灣。該灣大部分水域水深達300米以上，最深的地方超過1000米。海灣內還發現了海底林的存在。